# Die Rosen von Dublin
Die Rosen von Dublin (Originaltitel: Les roses de Dublin) ist eine sechsteilige Fernsehserie von Lazare Iglesis aus dem Jahr 1981, die nach dem gleichnamigen Buch von Louis Valentin entstand. Die deutsch-französische Co-Produktion hatte am 13. Juni 1983 in der ARD ihre deutsche Erstausstrahlung.

## Handlung
Der Sportreporter Chris Berdol wird bei einem Rugbyspiel zwischen Frankreich und Irland gnadenlos von zwei Begleitern des irischen Teams zusammengeschlagen. Kurz bevor er ohnmächtig wird, vernimmt er, wie einer der beiden Hünen ihm einen recht wütenden Gruß von seiner Schwester ausrichtet und ihm rote Rosen ins Gesicht wirft. Wieder bei Bewusstsein, erinnert er sich daran, dass er vor 10 Jahren schon einmal in Dublin war und eine Affäre mit einem irischen Model hatte. Damals hatte er aus Bindungsangst die Flucht angetreten und sich auch nicht wieder gemeldet, als er erfuhr, dass die Liaison nicht ohne Folgen geblieben ist. Um der Sache nachzugehen, fährt er mit seinem Freund Paulo nach Irland bis in den entlegenen kleinen Ort Baglehoodhoney an der irischen Küste. Dort sieht man Liebe in einem anderen Licht als in Paris, und seine damalige Geliebte Spring hat es nicht leicht, sich mit ihrem unehelichen Sohn Anthony zu behaupten. Das hat sie hart gemacht, und als nun Chris Berdol überraschend auftaucht, will sie nichts von ihm wissen. Zudem leugnet sie vehement, dass er der Vater ihres Sohnes wäre. Doch Chris Berdol bleibt hartnäckig und lässt sich weder von Springs Brüdern noch von dem betuchten Schafzüchter Hogan oder dem Geflügelfarmer Hutzinger, die beide um die Gunst der schönen Spring buhlen, davon abbringen, in Irland zu bleiben und um seinen Sohn zu kämpfen. Unerwartet taucht jedoch Berdols Freundin Ines L’Amour in Baglehoodhoney auf, was das ganze noch komplizierter gestaltet als es schon ist, denn Spring hat sich gerade dazu entschlossen, den Hühnerfarmer Hutzinger zu heiraten. Das ist Anthony allerdings gar nicht recht, denn seit er seinen Vater Chris Berdol kennengelernt hat, möchte er auch, dass sie eine Familie sind. Verzweifelt läuft er von zu Hause weg und versteckt sich in einer Höhle. Obwohl das ganze Dorf nach ihm sucht, ist es sein Vater, der ihn letztendlich findet und damit Pluspunkte bei Spring sammelt. Als die Hochzeit mit Hutzinger bevorsteht und auch die Flitterwochen geplant sind, entscheidet sich Spring am Ende doch für Chris, da sie feststellen musste, dass Hutzinger nur sie und nicht auch noch ihren Sohn „mitheiraten“ wollte, den wollte der Geflügelzüchter in ein Internat abschieben.

## Hintergrund
Die Musik stammt von Vladimir Cosma, der unter vielen anderen auch den sehr bekannten David's Song geschrieben hat, an den die Filmmelodie von Die Rosen von Dublin stark erinnert.

## Drehorte
Die Handlung spielt zwar an der irischen Westküste in der Grafschaft Kerry, gedreht wurden dort aber nur einige Szenen am malerischen Aussichtspunkt „Ladies View“ am Ring of Kerry. Die übrigen Drehorte liegen zumeist rund um Dublin im Osten der Insel. So ist Peter O‘Reilly‘s Pub „Das vierblättrige Kleeblatt“, zentraler Schauplatz und abendlicher Treffpunkt der Dorfbewohner, tatsächlich die „Harbour Bar“ in Bray, 20 km südlich von Dublin. Das bei einer Prügelei entstandene Loch in der Außenmauer des Pubs war eine geschickt kaschierte Tür, heute zum Fenster umgebaut. Das Schiff „Odyssee“ von Homère Kratsinas und sein Theaterzelt liegen etwa zehn km weiter südlich am Strand von Greystones. Die Szenen mit Antony und Chris an der Steilküste wurden auf der vor Dublin gelegenen Halbinsel Howth Head gedreht, im Hintergrund ist mehrfach der Leuchtturm Baily Lighthouse erkennbar. Fritz Hutzingers Schloss ist Malahide Castle, wenige km nördlich von Dublin; die Innenaufnahmen entstanden im „Drawing Room“ des Schlosses. Schauplatz des ersten Treffens von Spring und Chris bei einer Modenschau ist das „Royal Marine Hotel“ in Dublin, der dazugehörige Park ist heute bis auf den Pavillon gegenüber dem Eingang weitgehend zugebaut. Das Krankenhaus in Paris, wo Chris nach der Attacke durch die Kavanaugh-Brüder eingeliefert wurde, ist das Kinderkrankenhaus „Hȏpital Necker“ im 15. Arrondissement.

## Trivia
Das Rugbyspiel Frankreich-Irland zu Beginn des Films hat tatsächlich am 1. März 1980 mit diesem Ergebnis (19:18) stattgefunden. Schauplatz war das Pariser Parc des Princes. Das Spiel war Teil des jährlichen „Five Nations“ Turniers. Ausschnitte des französischen Fernsehens sind bis heute auf Youtube erhalten, darunter auch ein Versuch des französischen Spielers Jean-François Gourdon (14), der es bis in den Film geschafft hat.
Drehbuchautor Pierre Rey und Darstellerin Pascale Roberts (Cora O’Reilly) waren verheiratet.
Kurz nach der Erstausstrahlung des Mehrteilers verstarb Emily Reuer (Inès Lamour) im Alter von nur 39 Jahren an einer Gehirnblutung. Jacques Maury (Homère Kratsinas) verstarb 1985 im Alter von nur 47 Jahren während der Dreharbeiten zu Roman Polańskis Film „Piraten“ auf den Seychellen, ebenfalls an den Folgen einer Gehirnblutung.
Aus Sicht der heute üblichen internationalen Vermarktung unvorstellbar: Obwohl die Mehrzahl der Schauspieler im Film ihre Dialoge erkennbar auf Englisch sprechen, wurde keine englische Version des Mehrteilers veröffentlicht. Es sind lediglich die französische und die deutsche Synchronisation erhältlich.

## Veröffentlichung
Die Serie ist auf DVD erschienen, der Soundtrack zur Serie erschien 1983 als Vinyl-Schallplatte, einige Titel sind auch auf YouTube zu hören.

## Deutsche Synchronfassung
Die Deutsche Fassung wurde von Interopa (Berlin) erstellt. Trotz Beteiligung vieler sehr bekannter Synchronsprecher ist sie nur in wenigen Foren verzeichnet und fehlt noch in gängigen Online-Verzeichnissen.
| Rolle               | Darsteller           | Synchronsprecher      |
| ------------------- | -------------------- | --------------------- |
| Christophe Berdol   | Jean-Claude Bouillon | Norbert Langer        |
| Paulo               | Yves Afonso          | Jürgen Kluckert       |
| Cora O‘Reilly       | Pascal Roberts       | Rita Engelmann        |
| Spring Kavanaugh    | Berenice Toolan      | Almut Eggert          |
| Homère Kratsinas    | Jacques Maury        | Jürgen Thormann       |
| Peter O‘Reilly      | Tom Hickey           | Friedrich G. Beckhaus |
| Arthur Hogan        | Denys Hawthorne      | Lothar Blumhagen      |
| Fritz Hutzinger     | Karl-Michael Vogler  | Karl-Michael Vogler   |
| Clara Hutzinger     | Erna Sellmer         | Erna Sellmer          |
| Sean Kavanaugh      | Liam O‘Callaghan     | Helmut Krauss         |
| Ian Kavanaugh       | Emmet Bergin         | Wolfgang Condrus      |
| Michael Kavanaugh   | Colm Meaney          | Ulrich Gressieker     |
| Pater Kirpatrick    | Pat Laffan           | Norbert Gescher       |
| Oncle Rory Flanagan | Eamon Kelly          | Heinz Petruo          |
| Seamus O’Hara       | Brendan Cauldwell    | Heinz Theo Branding   |
| Lothar Flatman      | Robert Lombard       | Joachim Kerzel        |

## Folgen
| Episode Nr. | Ausstrahlung D | Ausstrahlung F    |
| 1           | 13. Juni 1983  | 10. November 1981 |
| 2           | 20. Juni 1983  | 17. November 1981 |
| 3           | 27. Juni 1983  | 24. November 1981 |
| 4           | 4. Juli 1983   | 1. Dezember 1981  |
| 5           | 11. Juli 1983  | 8. Dezember 1981  |
| 6           | 18. Juli 1983  | 15. Dezember 1981 |